# Frozen II (Original Motion Picture Soundtrack)
Frozen II (Original Motion Picture Soundtrack)  è un album in studio collettivo, pubblicato nel 2019. L'album contiene la colonna sonora dell'omonimo film d'animazione Disney del 2019, Frozen II - Il segreto di Arendelle.

## Tracce
1. Evan Rachel Wood – All Is Found – 2:05
2. Kristen Bell, Idina Menzel, Josh Gad, Jonathan Groff, Cast di Frozen II – Some Things Never Change – 3:29
3. Idina Menzel, Aurora – Into the Unknown – 3:14
4. Josh Gad – When I Am Older – 1:51
5. Jonathan Groff – Reindeer(s) Are Better Than People – 0:26
6. Jonathan Groff – Lost in the Woods – 3:00
7. Idina Menzel, Evan Rachel Wood – Show Yourself – 4:20
8. Kristen Bell – The Next Right Thing – 3:36
9. Panic! at the Disco – Into the Unknown – 3:09
10. Kacey Musgraves – All Is Found – 3:03
11. Weezer – Lost in the Woods – 3:05

## Classifiche
| Classifica (2019-20) | Posizione massima |
| -------------------- | ----------------- |
| Australia            | 2                 |
| Austria              | 1                 |
| Belgio (Fiandre)     | 15                |
| Belgio (Vallonia)    | 30                |
| Danimarca            | 16                |
| Finlandia            | 46                |
| Francia              | 27                |
| Germania             | 3                 |
| Giappone             | 6                 |
| Italia               | 64                |
| Norvegia             | 21                |
| Nuova Zelanda        | 8                 |
| Paesi Bassi          | 14                |
| Spagna               | 28                |
| Svizzera             | 13                |